# Canaman
Canaman es un municipio filipino de tercera clase, perteneciente a la provincia de Camarines Sur, en la región de Bicolandia.

## Historia
Hacia mediados del siglo XIX, el lugar tenía contabilizada una población de 5557 habitantes, repartidos en 926 casas. Aparece descrito en el primer volumen del Diccionario geográfico, estadístico, histórico de las Islas Filipinas (1850) de Manuel Buzeta Núñez y Felipe Bravo con las siguientes palabras:

CANAMAN: pueblo con cura y gobernadorcillo, en la isla de Luzon, prov. de Camarines-Sur, dióc. de Nueva-Cáceres: se halla sit. en los 126° 51' 15" long., 13° 35' 10" lat.; á la orilla der. de un r., en terreno llano, y clima templado y saludable: en el dia consta de unas 926 casas, en general de sencilla construccion, distinguiéndose como de mejor fábrica, la casa parroquial y la llamada tribunal ó de comunidad, en la cual está la cárcel; hay escuela de primeras letras, á la que asisten algunos discípulos, dotada de los fondos de comunidad; é igl. parr. de buena fábrica, servida por un cura regular. Inmediato á esta se halla el cementerio, que es bastante capaz y ventilado. Tiene caminos y calzadas regulares, que le facilita su comunicacion con los pueblos vecinos; recibiendo el correo semanal establecido en la isla. El term. confina por N. E. con el pueblo de Magarao, (dist. ½ leg.); por S. E. con Nueva-Cáceres, (cap. ò cabecera de la prov., á 20 minutos de camino); por S. O. con el pueblo de Tabuco, (dist. ¼ leg., y el de Santa Cruz á ½ leg.), y por N. O. con el término del pueblo de Libmanan (dist. 2 ¼ leg.): poco mas de 2 leg. al N. se halla la barra de Cabusao en la bahía de San Miguel. El terreno es bastante llano y está fertilizado por numerosos afluentes. prod. arroz en abundancia, maiz, abacá, algodon, legumbres y frutas. ind.: la agrícola y la fabricacion de tejidos de abacá y algodon. El comercio consiste en la esportacion de sus productos agricolas y fabriles; especialmente el arroz y los tejidos de abacá, esceptuando aquella parte que necesitan los naturales para su uso y consumo, y en la importacion de los art. de que carecen. pobl. 5,557 alm., 1,436 ½ trib., que ascienden á 14,365 rs. plata, equivalentes á 35,912 ½ rs. vn.
(Buzeta y Bravo, 1850, p. 491)

En 2020, tenía censados 36 205 habitantes.